# 朱暖英
朱暖英（1965年11月30日—），中華民國政治人物，臺中市人，屬中國國民黨籍，現任第四屆直轄市臺中市議員。

## 選舉紀錄
| 年度 | 選舉屆數             | 選舉區           | 所屬政黨   | 得票數 | 得票率 | 當選標記 | 備註 |
| ---- | -------------------- | ---------------- | ---------- | ------ | ------ | -------- | ---- |
| 2010 | 第一屆臺中市議員選舉 | 臺中市第七選舉區 | 中國國民黨 | 11,515 | 15.41% |          |      |
| 2014 | 第二屆臺中市議員選舉 | 臺中市第七選舉區 | 中國國民黨 | 11,571 | 14.23% |          |      |
| 2018 | 第三屆臺中市議員選舉 | 臺中市第七選舉區 | 中國國民黨 | 19,850 | 23.88% |          |      |
| 2022 | 第四屆臺中市議員選舉 | 臺中市第七選舉區 | 中國國民黨 | 17,512 | 22.35% |          |      |

## 言論
2019年3月9日，朱暖英接受中國評論通訊社專訪表示：「王金平談兩岸關係，卻沒有提到九二共識，將大陸當成敵人，這樣的論述不是國民黨的主張，反而是綠營的主張」。

## 外部連結
- （繁體中文） 朱暖英-用溫暖力量挺幸福南屯的Facebook專頁
- （繁體中文） 國民黨台中市黨部的Facebook專頁